# Trumbull Township
Trumbull Township ist eines von 27 Townships des Ashtabula Countys im US-Bundesstaat Ohio. Nach der Volkszählung im Jahr 2000 waren hier 1461 Einwohner registriert.

## Geografie
Trumbull Township liegt im Westen des Ashtabula Countys im äußersten Nordosten von Ohio, ist im Norden etwa 20 km vom Eriesee entfernt und grenzt im Uhrzeigersinn an die folgenden Townships: Harpersfield Township, Austinburg Township, Morgan Township, Rome Township, Hartsgrove Township, Montville Township im Geauga County, Thompson Township (Geauga County) und Madison Township im Lake County.

## Verwaltung
Das Township wird durch ein Board of Trustees, bestehend aus drei gewählten Mitgliedern, verwaltet. Zwei Personen werden jeweils im Jahr nach der Präsidentschaftswahl gewählt und eine jeweils im Jahr davor. Die Amtszeit dauert in der Regel vier Jahre und beginnt jeweils am 1. Januar. Daneben gibt es noch einen Township Clerk (Schriftführer), der ebenfalls im Jahr vor der Präsidentschaftswahl auf eine vierjährige Amtszeit gewählt wird. Dessen Amtszeit beginnt jeweils am 1. April.